# 김한빈 (축구 선수)
김한빈(한국 한자: 金漢彬, 1991년 3월 31일 ~ )은 대한민국의 축구 선수이며 포지션은 수비수였다.

## 클럽 경력
2014년 드래프트를 통해 K리그 챌린지 충주 험멜에 입단해 데뷔 시즌 리그 19경기에 출전하였다. 2015년에는 연초에 입은 부상으로 시즌 막바지인 11월에서야 시즌 첫 출전을 기록했다. 2016년 10월 1일 열린 부천 FC 1995와의 경기에서 프로 데뷔골을 기록했다.
2017시즌을 앞두고 부천 FC 1995로 이적했다. 이적이후 부천의 주전 수비수로 활약했다.
2018시즌 여름 이적시장에서 명성준과 트레이드 되며 인천 유나이티드로 이적했다.
2019시즌 여름 이적시장에서 부천 FC 1995로 임대 이적했다.
2020시즌을 앞두고 K리그2의 충남 아산 FC로 이적했다.
2021시즌을 앞두고 K3리그의 화성 FC에 입단했다.